# Lang Park
Lang Park è un impianto sportivo multifunzione di Brisbane, capitale dello Stato australiano del Queensland.
Inaugurato nel 1914, è principalmente utilizzato per gare di calcio, rugby a XIII e a XV.
Lo stadio è di proprietà di Stadium Queensland, agenzia governativa statale, ed è operato e gestito da ASM Global, società di gestione eventi sussidiaria di Anschutz Entertainment Group; vanta una capacità di più di 52000 spettatori e, in ambito internazionale, ha ospitato gare di sei edizioni della Coppa del Mondo di rugby a XIII, una di quella a XV e una del campionato asiatico di calcio; in tale ultima disciplina fu anche sede di varie gare del mondiale Under-20 1993.
In ambito di club, inoltre, è il terreno interno della squadra di calcio del Brisbane Roar, di quella di rugby a 13 del Brisbane Broncos e della franchise di rugby a 15 dei Reds, rappresentante il Queensland nel Super Rugby.
Noto anche come Brisbane Stadium, dal 1994 Lang Park ha il nome commerciale di Suncorp Stadium dall'accordo di naming con la compagnia finanziaria Suncorp.

## Storia
Lo stadio prende il nome dal sito omonimo della periferia settentrionale di Brisbane su cui sorge, Lang Park, che fino al 1875 era occupato dal principale cimitero cittadino; una legge del 1911 proibì la presenza di strutture cimiteriali in aree densamente popolate, quale quella zona era ormai diventata, e quindi l'area fu dismessa e destinata a uso ricreativo e sportivo.
Nel 1914 furono ultimati i lavori di riconversione e il nuovo centro sportivo ivi sorto, su un'area di circa 13 acri (~52000 m²), prese il nome di Lang Park, in onore alla memoria del presbitero e avvocato scozzese John Dunmore Lang.

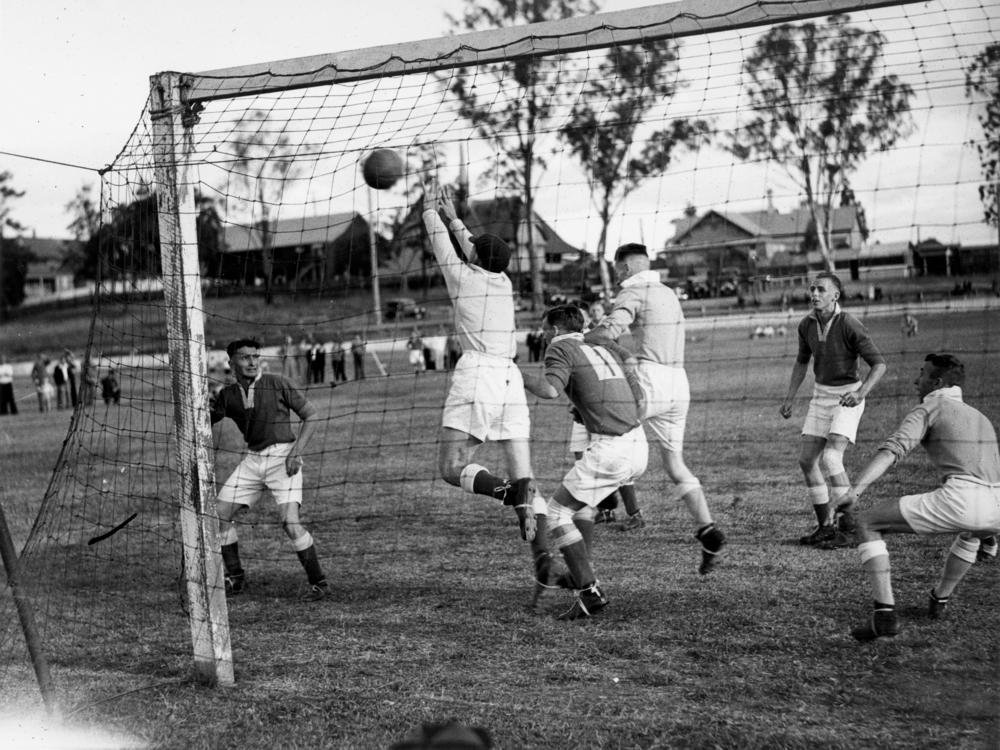
Incontro di calcio a Lang Park, circa 1937

Il campo, all'epoca di proprietà del consiglio comunale, negli anni venti fu preso in locazione dal Queensland Amateur Athletics Association (QAAA) e, nel 1935, subaffittato al Queensland Soccer Council (QSC), l'organismo di governo del calcio in Queensland che progettava di rendere Lang Park la sede di tutti gli incontri calcistici in programma a Brisbane e che, in linea con tale proposito, iniziò una campagna sulla stampa per invitare i club cittadini ad adottare lo stadio quale terreno interno dei propri incontri.
Tuttavia già appena due anni dopo, nel 1937, il QSC prese in considerazione l'idea di affittare a sua volta il campo ai club di altre discipline di squadra, in particolare il rugby a 13, perché i risultati finanziari ottenuti dall'affitto ai club di calcio non erano soddisfacenti; il principale conduttore dell'impianto, il Latrobe-Milton Club, comunicò che non avrebbe accettato aumenti di canone a meno che il QSC estendesse all'area della limitrofa Ipswich il torneo calcistico con aumento consequenziale degli incontri a Lang Park.
La questione fu risolta con l'incorporazione dei suburbi cittadini e la trasformazione del QSC in Brisbane and District Football Association, che comportò quindi l'accorpamento di Ipswich nella federazione e la salvaguardia degli interessi economici del Latrobe-Milton Club.
Dopo la guerra l'organismo calcistico non risultava più essere subaffittuario, anche se non vi sono molte notizie riguardo a tale circostanza; fonti giornalistiche attestano tuttavia che la QAAA cessò la sua concessione nel 1953 e non si propose per ottenerne il rinnovo, onde lasciare campo libero alle negoziazioni tra la città di Brisbane e la Queensland Rugby League per la presa in carico quarantennale di Lang Park da parte di quest'ultima, comprensiva di un investimento ventennale di 40000 £ scaglionato in 10000 £ ogni quinquennio per migliorie all'impianto.
L'accordo fu ratificato a febbraio 1954 dal consiglio comunale di Brisbane.
Dal 1958 Lang Park ospitò la finale del campionato di rugby a XIII di Brisbane e, nel 1961, registrò, nell'incontro decisivo del torneo che vide Northern Suburbs aggiudicarsi il titolo con un 29-5 sul Valley, un'affluenza record di 19824 spettatori nonché un incasso mai realizzato in precedenza di circa 2540 £, arrotondato a circa 2700 con la vendita al botteghino dei programmi dell'incontro.
Nel 1968 lo stadio ospitò, per la prima volta, incontri della Coppa del Mondo di rugby a XIII; fu teatro di due vittorie australiane, per 31-12 sulla Nuova Zelanda e 37-4 sulla Francia; parimenti, fu sede anche di alcune gare delle Coppe del Mondo 1975 e 1977, entrambe organizzate congiuntamente da Australia e Nuova Zelanda, nonché di altri incontri interni dell'Australia in occasione delle due edizioni itineranti della Coppa a cavallo degli anni ottanta e novanta, tra il 1985 e il 1992.

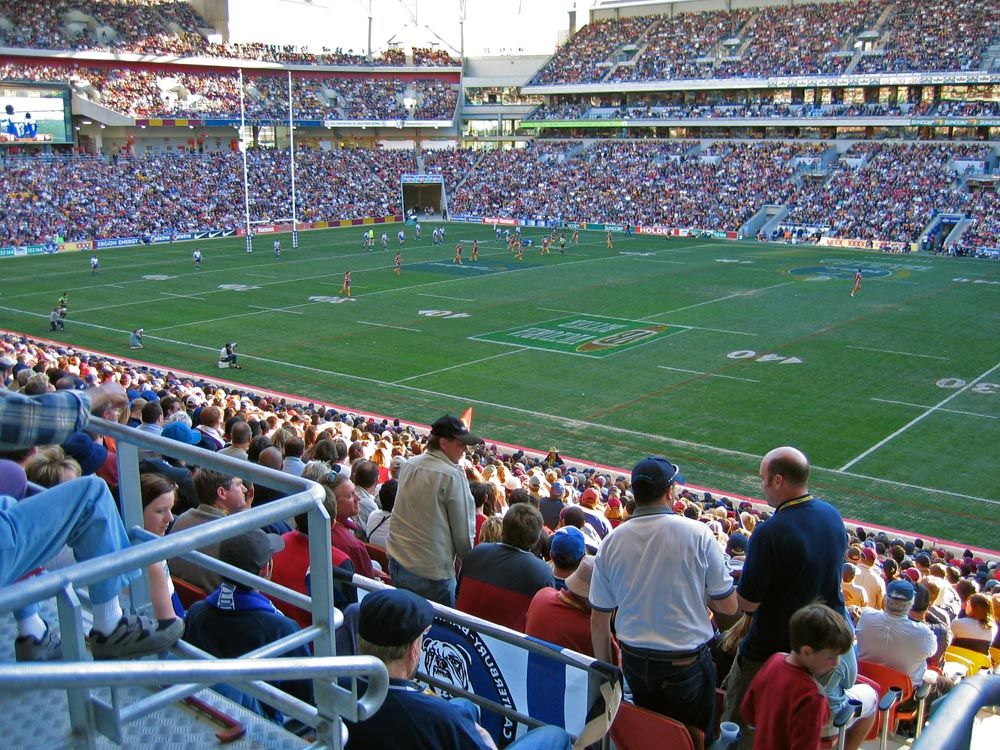
Lo stadio nel 2007 durante un incontro tra e di NRL

Il 17 giugno 1994 il governo del Queensland firmò un accordo di naming con il gruppo finanziario Suncorp a seguito del quale lo stadio acquisì il nome commerciale di Suncorp Stadium per una contropartita di 5 milioni di dollari australiani.
Il nuovo impianto così rinominato registrò, tre anni più tardi, un'affluenza record per un incontro di calcio nel Paese: nella finale di National Soccer League 1997 Brisbane Strikers batté 2-0 il Sydney Utd 58 con un goal ciascuno di Frank Farina e Rod Brown davanti a 40446 spettatori.
Tra il 2001 e il 2003 Lang Park fu sottoposto a lavori di ristrutturazione, del costo di circa 280 milioni di dollari, sotto la supervisione dello studio di architettura HOK; oltre alle modifiche strutturali, che hanno conferito allo stadio la pianta rettangolare che da allora lo caratterizza, fu installato un nuovo impianto luci progettato per evitare riverbero luminoso sul quartiere circostante: fu realizzata di una strada d'accesso per mezzi pesanti che sottopassa l'edificio onde non impattare sulla viabilità locale e furono messi in opera percorsi pedonali lunghi circa 1 km che dall'abitato di Brisbane giungono allo stadio senza ostacoli naturali e artificiali.
Il nuovo impianto fu ufficialmente inaugurato il 1º giugno 2003, in tempo per accogliere la Coppa del Mondo di rugby: nel 2002, infatti, l'Australia era stata investita del compito di organizzare tale competizione e Lang Park era stata scelta come una delle due strutture di Brisbane destinate ad accogliere incontri insieme al Ballymore Stadium, quest'ultimo già sede della Coppa del Mondo di rugby 1987; tuttavia successivamente ricadde solo su Lang Park l'onere di organizzare tutti gli incontri in città: nello stadio si tennero 9 incontri, dei quali 7 nella fase a gironi e due quarti di finale.
In occasione della Coppa del Mondo di rugby a 13 2008 Lang Park fu l'impianto che ne ospitò la gara di finale tra Australia e Nuova Zelanda: si imposero a sorpresa i Kiwis per 34-20 sulla squadra di casa, ininterrottamente campione mondiale da 33 anni, davanti a 50599 spettatori.
Lang Park fu di scena anche in occasione della Coppa d'Asia 2015 di calcio: tra i vari incontri ospitati l'impianto vide anche la vittoria nei quarti di finale dell'Australia per 2-0 sulla Cina con una doppietta di Tim Cahill.
Al 2020 lo stadio, di proprietà dell'agenzia statale Stadiums Queensland, e gestito dalla filiale australiana della multinazionale ASM Global, è l'impianto di casa della formazione di rugby a 13 del Brisbane Broncos, squadra militante in National Rugby League, dei Reds. franchise di rugby a 15 che rappresenta il Queensland in Super Rugby, e del club calcistico di A-League Brisbane Roar.
Con l'assegnazione congiunta ad Australia e Nuova Zelanda dell'organizzazione del campionato mondiale femminile di calcio 2023, Lang Park è una delle sedi designate a ospitare la manifestazione.

## Incontri internazionali di rilievo

### Calcio
| Arbitro: | Kim Jong-Hyeok |

|  |           |                 |
|  | Marcatori | 49’, 65’ Cahill |

### Rugby a 13
| Arbitro: | Ashley Klein |

|                             |    |                                            |
| Lockyer (2) Williams Inglis | mt | Smith Ropati Hohaia Marshall tecnica Blair |
| Thurston (2)                | tr | Luke (3) Marshall (2)                      |

| Arbitro: | Gerard Sutton |

|             |    |  |
| Cordner 15’ | mt |  |
| Smith 15’   | tr |  |

### Rugby a 15
| Arbitro: | Steve Walsh |

|                                   |      |                   |
| Mortlock 45’ Gregan 58’ Lyons 64’ | mt   | 80’ Russell       |
| E. Flatley 45’, 58’, 64’          | tr   | 80’ Paterson      |
| Flatley 4’, 22’, 36’, 52’         | c.p. | 12’, 33’ Paterson |
|                                   | drop | 38’ Paterson      |

| Arbitro: | Alain Rolland |

|                                        |      |                                          |
| Greenwood 43’                          | mt   | 29’ S. Jones 34’ Charvis 70’ M. Williams |
| Wilkinson 43’                          | tr   | 70’ I. Harris                            |
| Wilkinson 17’, 47’, 51’, 56’, 61’, 65’ | c.p. |                                          |
| Wilkinson 80’                          | drop |                                          |